# 1999 en Bretagne
 Chronologie de la Bretagne
- 1995
- 1996
- 1997
- 1998
- 1999
- 2000
- 2001
- 2002
- 2003

Cette page recense des événements qui se sont produits durant l'année 1999 en Bretagne.

## Société

### Catastrophes
- 12 décembre : Naufrage de l’Erika au large de Penmarc'h avec 37 000 tonnes de fioul, provoquant une marée noire sans précédent sur les côtes bretonne, vendéenne et charentaise[1].
- 26 décembre : la tempête Lothar cause des dommages importants.

## Culture

### Langue bretonne
- 7 mai : Signature par la France de la charte européenne des langues régionales ou minoritaires, mais le Conseil constitutionnel la déclare non-conforme à la Constitution[2].